# Raimund Behrend
Pour les articles homonymes, voir Behrend.
Raimund Behrend (né le 12 juillet 1832 à Dantzig et mort en 1906) est un propriétaire terrien prussien et député du Reichstag.

## Biographie
Behrend étudie au lycée de Schulpforta et étudie à l'Université rhénane Frédéric-Guillaume de Bonn. En 1855, il devient membre du Corps Hansea Bonn. Depuis 1856, il est propriétaire foncier à Arnau (de), arrondissement de Königsberg, qui appartenait auparavant à Theodor von Schön. À l'automne 1858, il est élu au Comité permanent de la Société économique nationale pour la Prusse-Orientale et Occidentale. En 1879 et 1882, il se présente sans succès à la Chambre des représentants de Prusse. De 1881 à 1884, il est député du Reichstag pour la 10e circonscription de Königsberg avec le Parti progressiste allemand. Behrend est marié à Martha (1841-1912), la fille aînée du banquier Rudolph Oppenheim (de), depuis 1861. Ils ont deux fils et une fille, l'écrivaine allemande Dora Eleonore Behrend.